# 東部ネットワーク
東部ネットワーク株式会社（とうぶネットワーク、英: TOHBU NETWORK CO.,LTD.）は、神奈川県横浜市に本社を置く日本の運送会社。東京証券取引所スタンダード市場上場。

## 概要
1943年12月に戦時統合により、横浜市東部の運送会社13社を統合して横浜東部運送株式会社として設立。東部ネットワークやグループ会社によって、一般貨物の運送の他にも、セメントや化成品などの輸送も手掛けている。また、横浜市神奈川区にある自社ビルの賃貸なども手掛けている。
瓶詰の清涼飲料水の輸送は1961年12月に開始。現在でもコカ・コーラボトラーズジャパンや北陸コカ・コーラボトリングなどの日本コカ・コーラのボトラーと取引関係がある。

## 沿革
- 1943年12月 - 戦時統合により、横浜市東部の運送会社13社を統合して横浜東部運送株式会社として設立。
- 1944年1月 - 事業を開始。
- 1953年5月 - 石油類の輸送を開始。
- 1959年10月 - 高島屋の神奈川県における商品の宅配事業を開始。
- 1961年12月 - 瓶容器の輸送並びに清涼飲料水の輸送を開始。
- 1967年10月 - セメントの輸送を開始。
- 1990年5月 - 横浜市神奈川区に自社ビルが完成。同時に不動産賃貸事業を開始。
- 1992年7月 - 東部ネットワーク株式会社へ商号変更。
- 1996年2月 - 自動車整備事業開始。
- 1999年11月 - 株式を店頭公開。
- 2004年
  - 2月 - ティー･エル・コーポレーション（高島屋の子会社）との運送契約を解除。
  - 12月 - JASDAQ上場。
- 2005年1月 - コカ・コーラナショナルビバレッジとの間で運送契約を締結。
- 2022年
  - 2月 - 日本GLPより送迎バスの運行を受託し、特定旅客自動車運送事業を開始[6]。
  - 4月 - 東北三光を子会社化[7][8]。
  - 10月 - 魚津運輸を子会社化[9][10]。
- 2024年4月 - 子会社の魚津運輸が、日本エア・リキードからテーエス運輸全株式を取得し子会社化[11][12]。

## 子会社
- 相模新栄運送株式会社
- 株式会社東北三光
- 魚津運輸株式会社
- テーエス運輸株式会社